# Megarctosa caporiaccoi
Megarctosa caporiaccoi là một loài nhện trong họ Lycosidae.
Loài này thuộc chi Megarctosa. Megarctosa caporiaccoi được Carl Friedrich Roewer miêu tả năm 1960.